# 조덕연
조덕연(趙德衍, 1965년 5월 1일 ~ )은 대한민국의 제9대 충청남도 부여군의원이다.

## 학력
- 한밭대학교 인문과학대학 중국어과 졸업

## 경력
- 부여군 충남국악단 공연기획실장
- 관광두레 협의회 회장
- 북포한옥마을 이사
- 2024.04 ~ 제9대 충청남도 부여군의회 의원
- 2024.04 ~ 2024.07 제9대 충청남도 부여군의회 전반기 총무위원회 위원
- 2024.07 ~ 제9대 충청남도 부여군의회 후반기 의회운영위원회 부위원장
- 2024.07 ~ 제9대 충청남도 부여군의회 후반기 총무위원회 부위원장
- 2024.07 ~ 제9대 충청남도 부여군의회 후반기 윤리특별위원회 위원장
- 2024.07 ~ 제9대 충청남도 부여군의회 후반기 예산결산특별위원회 위원

## 역대 선거 결과
| 실시년도 | 선거        | 대수 | 직책   | 선거구                  | 정당     | 득표수  | 득표율          | 순위 | 당락 | 비고           |
| -------- | ----------- | ---- | ------ | ----------------------- | -------- | ------- | --------------- | ---- | ---- | -------------- |
| 2024년   | 4·10 재보선 | 9대  | 군의원 | 충남 부여군 (다 선거구) | 국민의힘 | 4,320표 | \| \| 45.48% \| | 1위  |      | 초선, 민선 8기 |
|          | 45.48%      |      |        |                         |          |         |                 |      |      |                |